# Zsigmond Miklós
Zsigmond Miklós (eredeti neve: Zeiner Miksa; Arad, 1885. március 1. – Arad, 1973. május 3.) aradi magyar újságíró, szerkesztő.

## Életútja, munkássága
Középiskolai tanulmányait szülővárosában végezte. 1907-ben az Aradi Színházi Újság, 1908-tól az Aradi Újság felelős szerkesztője. Belső munkatársa az Arad és Vidéke (1911–15), a Függetlenség (1918–20) című lapoknak. 1922-től 1930-ig az Aradi Friss Újság felelős szerkesztője, majd 1940 júliusáig a lap belső munkatársa. Az 1930-as években a Reggel című napilapnak is munkatársa. Az 1920–30-as években közgazdasági, pénzügyi, kereskedelmi és ipari híreket tartalmazó hetilapot is szerkesztett Mercur : bizalmas értesítő címmel.
Elsősorban színikritikákat, gazdasági cikkeket és riportokat írt.

## Kötetei
- Anuarul Economic al Aradului – Arad Közgazdasági Évkönyve (Arad 1932);
- Az élet riportjai (Arad, 1939).